# Antiblemma binota
Antiblemma binota là một loài bướm đêm trong họ Erebidae.